# Cady McClain
Cady McClain (Burbank, 13 ottobre 1969) è un'attrice e cantante statunitense.
È nota soprattutto per il ruolo di Dixie Cooney in La valle dei pini, di Rosanna Cabot in Così gira il mondo, di Kelly Andrews in Febbre d'amore e di Jennifer Horton in Il tempo della nostra vita.

## Biografia
Cady McClain è nata a Burbank (contea di Los Angeles) il 13 ottobre 1969, è però cresciuta a Laguna Niguel, Newport Beach, Irvine (California) e Los Angeles. Ha frequentato la scuola superiore alla Corona del Mar High di Newport Beach, la University High School di Irvine e la Hoover High School di Glendale (California). McClain si trasferì poi a New York quando aveva diciassette anni. Ha vissuto lì per venticinque anni prima di tornare a Los Angeles nel 2012.

### Attrice
La carriera di attrice professionista di McClain è iniziata nel 1978 all'età di 9 anni, quando è apparsa in uno spot pubblicitario per bende e cerotti.
Tra i suoi primi programmi televisivi degni di nota c'era un ruolo ricorrente in A cuore aperto e un'apparizione in Cin cin, quando aveva 16 anni, nel ruolo della nipote di Coach, Joyce.
Altre sue apparizioni televisive sono state: Chi amerà i miei bambini?, ABC Afterschool Specials, Due figli a noleggio, Spenser, Lou Grant, Home Fires e Town and Gown. La sua grande occasione arriva quando dal 1988 al 1996, dal 1998 al 2002, dal 2005 al 2008, dal 2010 al 2011 e nel 2013 interpreta Dixie Cooney nella soap opera La valle dei pini. Dal 2002 al 2005 e dal 2007 al 2010 interpreta Rosanna Cabot nella soap opera Così gira il mondo, dal 2014 al 2015 è Kelly Andrews nella soap opera Febbre d'amore. Dal 2020 al 2023 interpreta Jennifer Horton nella soap opera Il tempo della nostra vita. Torna brevemente nella soap nel 2024. Nel 2025 entra nel cast principale della soap opera Beyond the Gates nel ruolo di Pamela Curtis.

### Vita privata
McClain ha sposato Jon Lindstrom il 14 febbraio 2014. Nel 2024 divorziano.

## Filmografia

### Cinema
- L'ospite d'onore (1982)
- Chi amerà i miei bambini? (1983)
- Simple Justice (1989)
- Alma Mater (2002)
- Retreat (2004)
- Soldier's Heart (2008)
- Home Movie (2008)

### Televisione
- A cuore aperto - serie TV, 5 episodi (1983-1985)
- Robert Kennedy ed il suo tempo - film TV (1985)
- One Big Family - serie TV, 1 episodio (1987)
- Cin cin - serie TV, 1 episodio (1987)
- ABC Afterschool Specials - serie TV, 1 episodio (1987)
- Spenser - serie TV, 1 episodio (1988)
- La valle dei pini - soap opera (1988-1996, 1998-2002, 2005-2008, 2010-2011, 2013)
- Così gira il mondo - soap opera (2002-2005, 2007-2010)
- Law & Order - Unità vittime speciali - serie TV, 1 episodio (2004, 2023)
- Febbre d'amore - soap opera (2014-2015)
- Il tempo della nostra vita - soap opera (2020-2024)
- Beyond the Gates - soap opera (2025-in corso)